# Шевелев, Ясен Владимирович
Ясен Владимирович Шевелев (08.08.1926—17.04.1993), доктор технических наук, с 1970 года — начальник отдела теории ядерных реакторов РНЦ «Курчатовский институт».
Окончил физико-энергетический факультет МЭИ (1949). В 1956 году защитил в МИФИ кандидатскую диссертацию на тему «Адсорбция криптона из тока гелия». Доктор технических наук (1965). Профессор МИФИ.
Один из разработчиков уникального импульсного реактора ИГР (1964).
Я. В. Шевелев — автор фундаментальных работ по экономике атомной энергетики.
Его ученик — профессор НИЯУ МИФИ А. В. Клименко.